# 上野市站
上野市站（日语：／ Uenoshi eki */?）是位於三重縣伊賀市上野丸之内，屬於伊賀鐵道的伊賀線車站。本站的愛稱為忍者市站（日语：／）。站內設有伊賀鐵道的機廠（上野市車廠）及其總部。

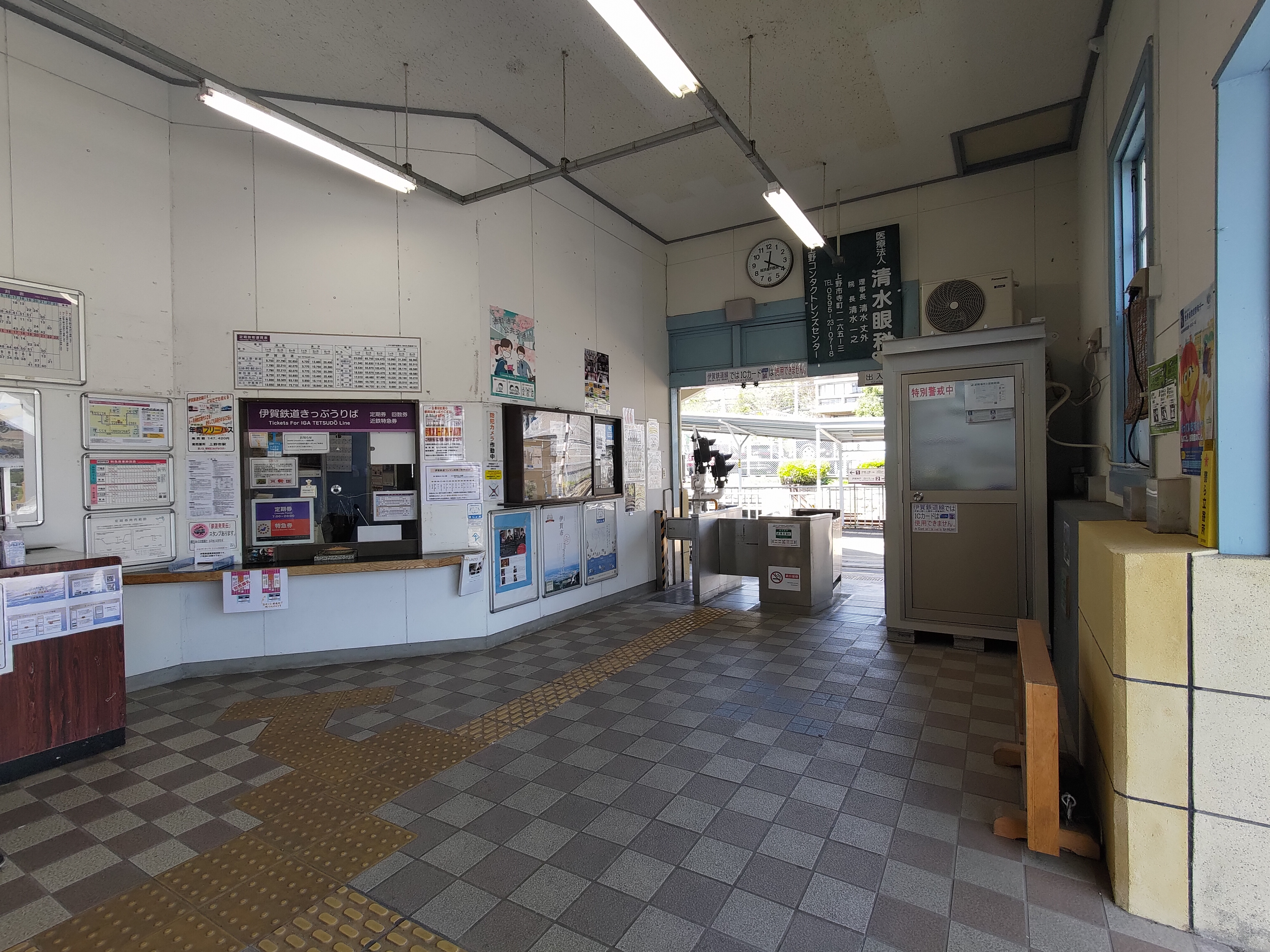
驗票口（2022年4月）

## 歷史
- 1916年（大正5年）8月8日 - 伊賀軌道上野站連絡所（現時：伊賀上野站）至此站之間開通，此站啟用[1]。當時車站名為上野町站[2]。
- 1917年（大正6年）12月20日 - 公司改名為（舊）伊賀鐵道。
- 1922年（大正11年）7月18日 - 伊賀鐵道上野町站至西名張站之間開通，成為中途站。
- 1926年（大正15年）12月19日 - 公司改名伊賀電氣鐵道。
- 1929年（昭和4年）3月31日 - 公司合併，成為大阪電氣軌道伊賀線的車站。
- 1931年（昭和6年）9月26日 - 路線轉讓至參宮急行電鐵。
- 1941年（昭和16年）03月15日 - 大阪電氣軌道與参宮急行電鐵合併，關西急行鐵道成立。
- 1941年（昭和16年）9月10日 - 車站改名為上野市站。
- 1944年（昭和19年）6月1日 - 關西急行鐵道與南海鐵道（為南海電氣鐵道的前身）合併，成為近畿日本鐵道的車站。
- 1973年（昭和48年）10月1日 - 貨物服務廢止。
- 2002年（平成14年） - 選定為第4回「中部車站百選」。
- 2007年（平成19年）10月1日 - 經營分離，成為（新）伊賀鐵道車站。
- 2017年（平成29年）4月1日 - 伊賀線公有民營化（日语：上下分離方式），鐵路線轉讓給伊賀市。
- 2019年（平成31年）2月22日，此站獲得愛稱「忍者市站」[3][4][5][6]。
- 2021年2月4日，上野市站的站房被指定為日本的登錄有形文化財[7][8][9]。

## 車站構造
車站設有1面2線的島式月台，可進行列車交會的地面車站。車站大樓於路線南面近伊賀神戶站，月台與大樓之間設有站內平交道連接。
廁所於閘口內，設有男女廁及抽水馬桶。此外，在閘口外的迴旋路中，Haitopia伊賀也設有廁所。

### 月台
| 月台 | 路線    | 上下行 | 方向         |
| ---- | ------- | ------ | ------------ |
| 1    | ■伊賀線 | 上行   | 伊賀上野方向 |
| 2    | ■伊賀線 | 下行   | 伊賀神戶方向 |

## 特徴
- 此站為運輸系統的分水嶺，來往伊賀神戶與伊賀上野方向的乘客需要在此站轉乘列車，但是也設有直通列車。
- 車站內可購買定期票。此外也可購買從伊賀神戶站出發的近鐵乘車票和近鐵特急票（由伊賀鐵道經營後還繼續發售）。
- 此站鄰近三重交通的巴士總站，設有一般巴士路線前往鄰近地區，高速巴士前往名古屋、大阪，以及夜行高速巴士前往東京。
- 在2004年11月1日，包括上野市之內，與周邊市町村合併為伊賀市，自治體名稱上野市消失，但是當地居民沒有要求更改站名。即使在2007年10月1日，經營者由近畿日本鐵道（近鐵）轉為伊賀鐵道，也沒有改站名。
- 此站是伊賀鐵道中唯一設有夜間停泊的車站。
- 此站距離鄰接車站廣小路站雖然只有500米，但是由於這區間為彎位和設有住宅區等，因此不能互相看到兩站的月台。

## 在此站上下車人次
以下列出近年來1日中上下車人次，在伊賀鐵道中，為第2多乘客使用的車站，謹次於伊賀神戶站：
- 2015年11月10日：1,718人（上車：998人，下車：720人）
- 2015年11月10日：1,828人（上車：1,018人，下車：810人）
- 2012年11月13日：1,760人（上車：847人，下車：913人）
- 2010年11月9日：1,901人
- 2008年11月14日：2,065人
- 2005年11月8日：2,540人（當時為近鐵伊賀線）

## 使用狀況
此站主要為通勤上學乘客使用此車站，此外為伊賀市的中心車站，也有許多觀光客使用。
- 以下會列出上野市站的使用狀況變遷[11][12]。
  - 一年乘車人次以人作單位。更適合用於比較年度數據。
  - 上下車人次調査結果是在任意1日記錄，以人作單位。但需注意，由於在調査日的天氣、活動等原因，使數字變動會比一年乘車人次為大。
  - 當中，最高値會使用紅色，在最高値記錄年度以後的最低値使用青色、在最高値記錄年度以前的最低値使用綠色作標記。

| 年度使用狀況（上野市站） | 年度使用狀況（上野市站） | 年度使用狀況（上野市站） | 年度使用狀況（上野市站） | 年度使用狀況（上野市站） | 年度使用狀況（上野市站）  | 年度使用狀況（上野市站）  | 年度使用狀況（上野市站） |
| 年 度                    | 一年乘車人次：人／年度   | 一年乘車人次：人／年度   | 一年乘車人次：人／年度   | 一年乘車人次：人／年度   | 上下車人次調査結果 人／日 | 上下車人次調査結果 人／日 | 特別事項                 |
| ------------------------ | ------------------------ | ------------------------ | ------------------------ | ------------------------ | ------------------------- | ------------------------- | ------------------------ |
| 年 度                    | 通勤定期乘客             | 上學定期乘客             | 其他乘客                 | 合計                     | 調査日                    | 調査結果                  | 特別事項                 |
| 1950年（昭和25年）       | 663,330                  | ←←←←                     | 390,608                  | 1,053,938                |                           |                           |                          |
| 1951年（昭和26年）       | 718,950                  | ←←←←                     | 443,219                  | 1,162,169                |                           |                           |                          |
| 1952年（昭和27年）       | 699,510                  | ←←←←                     | 493,771                  | 1,193,281                |                           |                           |                          |
| 1953年（昭和28年）       | 681,810                  | ←←←←                     | 403,142                  | 1,084,952                |                           |                           |                          |
| 1954年（昭和29年）       | 611,940                  | ←←←←                     | 432,667                  | 1,044,607                |                           |                           |                          |
| 1955年（昭和30年）       | 612,720                  | ←←←←                     | 469,801                  | 1,082,521                |                           |                           |                          |
| 1956年（昭和31年）       | 615,330                  | ←←←←                     | 434,596                  | 1,049,926                |                           |                           |                          |
| 1957年（昭和32年）       | 584,700                  | ←←←←                     | 409,109                  | 993,809                  |                           |                           |                          |
| 1958年（昭和33年）       | 591,810                  | ←←←←                     | 415,629                  | 1,007,439                |                           |                           |                          |
| 1959年（昭和34年）       | 536,550                  | ←←←←                     | 386,395                  | 922,945                  |                           |                           |                          |
| 1960年（昭和35年）       | 580,320                  | ←←←←                     | 366,168                  | 946,488                  |                           |                           |                          |
| 1961年（昭和36年）       | 573,180                  | ←←←←                     | 335,227                  | 908,407                  |                           |                           |                          |
| 1962年（昭和37年）       | 648,600                  | ←←←←                     | 351,511                  | 1,000,111                |                           |                           |                          |
| 1963年（昭和38年）       | 709,380                  | ←←←←                     | 389,605                  | 1,098,985                |                           |                           |                          |
| 1964年（昭和39年）       | 802,650                  | ←←←←                     | 443,068                  | 1,245,718                |                           |                           |                          |
| 1965年（昭和40年）       | 867,750                  | ←←←←                     | 443,145                  | 1,310,895                |                           |                           |                          |
| 1966年（昭和41年）       | 938,670                  | ←←←←                     | 419,995                  | 1,358,665                |                           |                           |                          |
| 1967年（昭和42年）       | 918,150                  | ←←←←                     | 414,296                  | 1,332,446                |                           |                           |                          |
| 1968年（昭和43年）       | 897,120                  | ←←←←                     | 394,690                  | 1,291,810                |                           |                           |                          |
| 1969年（昭和44年）       | 1,022,490                | ←←←←                     | 392,853                  | 1,415,343                |                           |                           |                          |
| 1970年（昭和45年）       | 880,230                  | ←←←←                     | 402,614                  | 1,282,844                |                           |                           |                          |
| 1971年（昭和46年）       | 846,510                  | ←←←←                     | 397,823                  | 1,244,333                |                           |                           |                          |
| 1972年（昭和47年）       | 811,680                  | ←←←←                     | 450,654                  | 1,262,334                |                           |                           |                          |
| 1973年（昭和48年）       | 833,490                  | ←←←←                     | 450,657                  | 1,284,147                |                           |                           |                          |
| 1974年（昭和49年）       | 811,530                  | ←←←←                     | 441,451                  | 1,252,981                |                           |                           |                          |
| 1975年（昭和50年）       | 748,410                  | ←←←←                     | 442,561                  | 1,190,971                |                           |                           |                          |
| 1976年（昭和51年）       | 718,500                  | ←←←←                     | 382,600                  | 1,101,100                |                           |                           |                          |
| 1977年（昭和52年）       | 701,970                  | ←←←←                     | 368,879                  | 1,070,849                |                           |                           |                          |
| 1978年（昭和53年）       | 699,600                  | ←←←←                     | 373,585                  | 1,073,185                |                           |                           |                          |
| 1979年（昭和54年）       | 703,860                  | ←←←←                     | 348,754                  | 1,052,614                |                           |                           |                          |
| 1980年（昭和55年）       | 699,900                  | ←←←←                     | 347,476                  | 1,017,376                |                           |                           |                          |
| 1981年（昭和56年）       | 613,980                  | ←←←←                     | 321,002                  | 934,982                  |                           |                           |                          |
| 1982年（昭和57年）       | 583,020                  | ←←←←                     | 323,163                  | 906,183                  | 11月16日                  | 3,167                     |                          |
| 1983年（昭和58年）       | 579,180                  | ←←←←                     | 316,775                  | 895,955                  | 11月8日                   | 3,276                     |                          |
| 1984年（昭和59年）       | 548,460                  | ←←←←                     | 300,267                  | 848,727                  | 11月6日                   | 3,283                     |                          |
| 1985年（昭和60年）       | 525,600                  | ←←←←                     | 293,072                  | 818,672                  | 11月12日                  | 3,182                     |                          |
| 1986年（昭和61年）       | 505,770                  | ←←←←                     | 300,675                  | 806,445                  | 11月11日                  | 3,061                     |                          |
| 1987年（昭和62年）       | 514,830                  | ←←←←                     | 281,865                  | 796,695                  | 11月10日                  | 2,918                     |                          |
| 1988年（昭和63年）       | 529,770                  | ←←←←                     | 274,884                  | 804,654                  | 11月8日                   | 3,233                     |                          |
| 1989年（平成元年）       | 567,450                  | ←←←←                     | 279,393                  | 846,843                  | 11月14日                  | 3,161                     |                          |
| 1990年（平成2年）        | 575,250                  | ←←←←                     | 281,923                  | 857,173                  | 11月6日                   | 3,747                     |                          |
| 1991年（平成3年）        | 586,350                  | ←←←←                     | 273,419                  | 857,769                  |                           |                           |                          |
| 1992年（平成4年）        | 546,630                  | ←←←←                     | 260,787                  | 807,417                  | 11月10日                  | 3,314                     |                          |
| 1993年（平成5年）        | 530,250                  | ←←←←                     | 254,232                  | 784,482                  |                           |                           |                          |
| 1994年（平成6年）        | 520,920                  | ←←←←                     | 201,367                  | 722,287                  |                           |                           |                          |
| 1995年（平成7年）        | 522,210                  | ←←←←                     | 181,604                  | 703,814                  | 12月5日                   | 2,951                     |                          |
| 1996年（平成8年）        | 513,240                  | ←←←←                     | 162,972                  | 676,212                  |                           |                           |                          |
| 1997年（平成9年）        | 499,290                  | ←←←←                     | 146,457                  | 645,747                  |                           |                           |                          |
| 1998年（平成10年）       | 491,910                  | ←←←←                     | 139,473                  | 631,383                  |                           |                           |                          |
| 1999年（平成11年）       | 473,880                  | ←←←←                     | 130,081                  | 603,961                  |                           |                           |                          |
| 2000年（平成12年）       | 447,330                  | ←←←←                     | 121,885                  | 569,215                  |                           |                           |                          |
| 2001年（平成13年）       | 427,320                  | ←←←←                     | 113,638                  | 540,958                  |                           |                           |                          |
| 2002年（平成14年）       | 420,120                  | ←←←←                     | 108,655                  | 528,775                  |                           |                           |                          |
| 2003年（平成15年）       | 408,720                  | ←←←←                     | 106,336                  | 515,056                  |                           |                           |                          |
| 2004年（平成16年）       | 405,540                  | ←←←←                     | 104,877                  | 510,417                  |                           |                           |                          |
| 2005年（平成17年）       | 403,020                  | ←←←←                     | 97,937                   | 500,957                  | 11月8日                   | 2,540                     |                          |
| 2006年（平成18年）       | 383,640                  | ←←←←                     | 95,470                   | 479,110                  |                           |                           |                          |
| 2007年（平成19年）       | 435,930                  | ←←←←                     | 103,090                  | 539,020                  |                           |                           |                          |
| 2008年（平成20年）       | 365,130                  | ←←←←                     | 114,510                  | 479,640                  | 11月14日                  | 2,065                     |                          |
| 2009年（平成21年）       | 347,010                  | ←←←←                     | 102,753                  | 449,763                  |                           |                           |                          |
| 2010年（平成22年）       | 347,370                  | ←←←←                     | 94,660                   | 442,030                  | 11月9日                   | 1,901                     |                          |

## 車站周邊

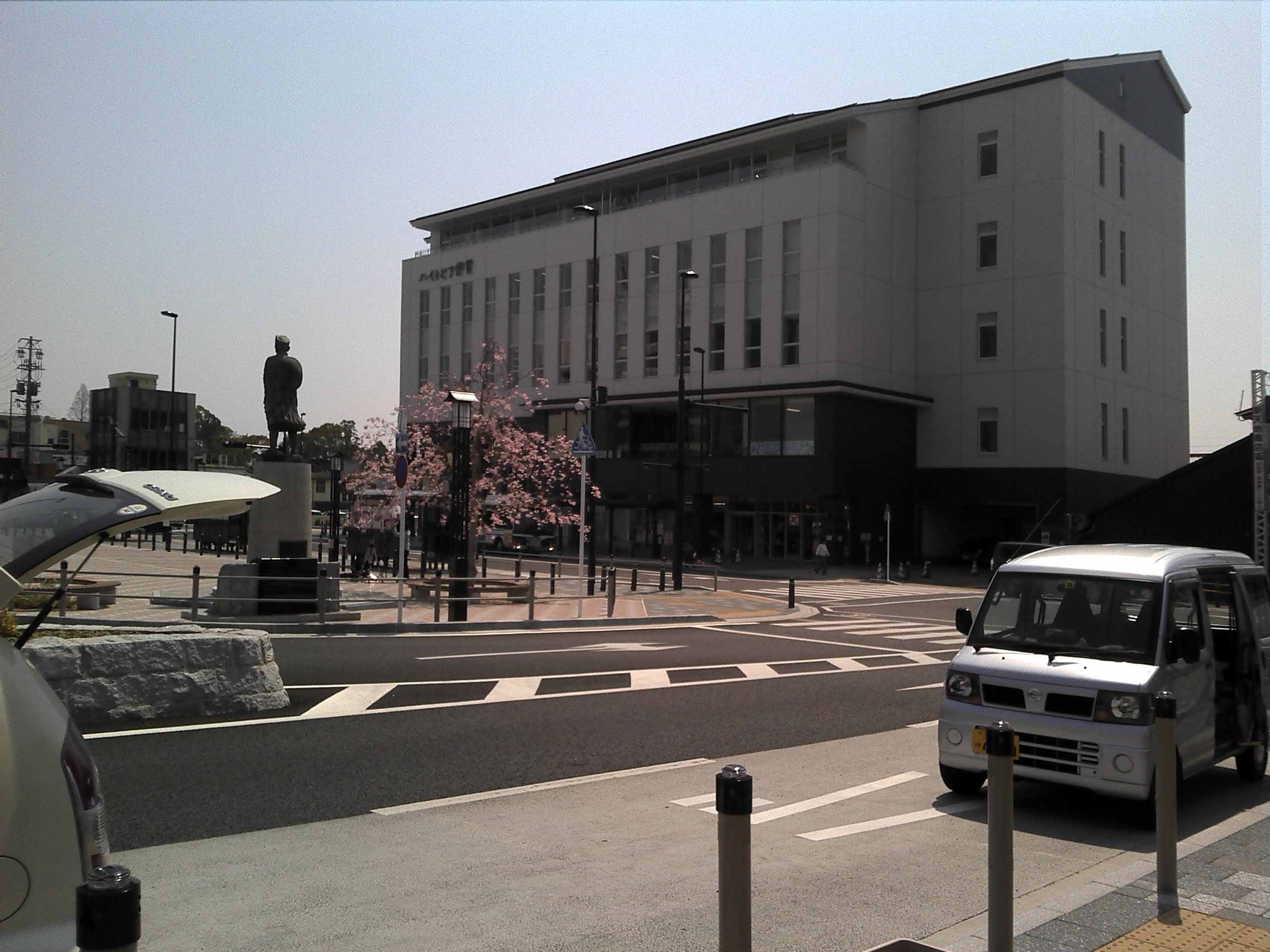
Haitopia伊賀

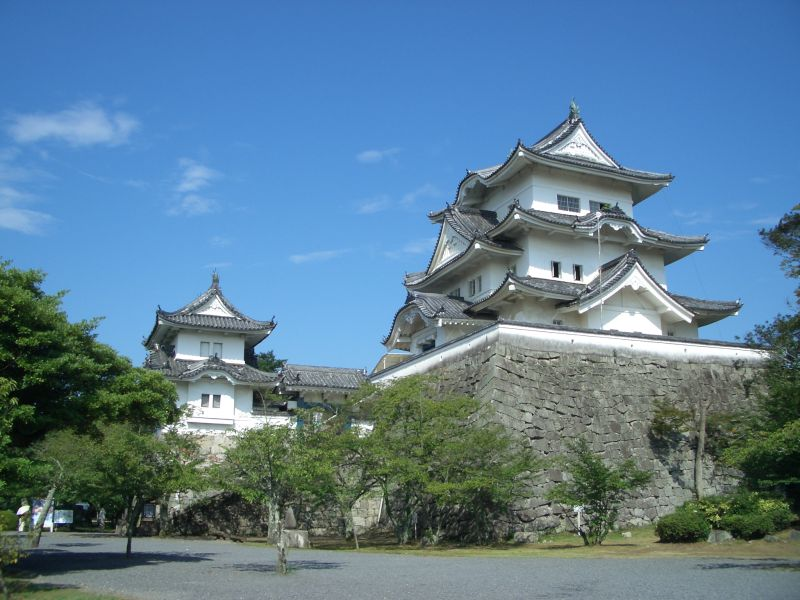
上野城

- 伊賀市政廳
- Haitopia伊賀（日语：ハイトピア伊賀）
- 伊賀市上野圖書館（日语：伊賀市上野図書館）
- 地方裁判所及簡易裁判所合同廳舍
  - 津地方裁判所（日语：津地方裁判所）伊賀分部
  - 伊賀簡易裁判所
- 津家庭裁判所（日语：津家庭裁判所）上野分部
- 伊賀警署（日语：伊賀警察署）丸之内崗亭
- 上野郵局（日语：上野郵便局 (三重県)）
- 百五銀行（日语：百五銀行）上野中央分店
- 中京銀行（日语：中京銀行）上野分店
- 滋賀銀行（日语：滋賀銀行）上野分店
- 北伊勢上野信用金庫（日语：北伊勢上野信用金庫）上野營業部
- 三重縣立上野高等學校（日语：三重県立上野高等学校）
- 伊賀市立崇廣中學（日语：伊賀市立崇広中学校）
- 伊賀市立上野西小學
- 上野公園
  - 上野城
  - 伊賀流忍者博物館（日语：伊賀流忍者博物館）
  - 俳聖殿
  - 芭蕉翁纪念馆
- 芭蕉翁生家（日语：芭蕉翁生家）
- 芭蕉翁故郷塚
- 崇廣堂（日语：崇広堂）
- 舊小田小學校本館
- 上野天神宮（日语：菅原神社 (伊賀市)）
- 舊上野警署
- 地車會館
- 伊賀（日语：伊賀焼）信樂古陶（日语：信楽焼）館
- 銀座通
- 上野新天地商店街

## 巴士路線
巴士站曾位於舊站前廣場，在上野産業會館前，因此巴士站名稱加入「上野産業會館」。隨後，站前進行再開發工程，上野産業會館被重建為Haitopia伊賀，新的站前廣場也完成。在2013年3月4日，巴士站遷移至新站前廣場，在4月1日，巴士站名改為「上野市站（Haitopia伊賀）」。以下路線由三重交通營運。
| 月 台 | 類 型             | 路 線    | 路線名           | 主要途經道路                                                                      | 主要途經地點 | 目的地 | 備註                                     |
| ----- | ----------------- | -------- | ---------------- | --------------------------------------------------------------------------------- | --- | --- | ---------------------------------------- |
| 1     | 高 速 巴 士       | 伊 賀 號 | 伊賀大宮高速線   | 名阪國道、東名阪道、伊勢灣岸道、東名高速                                          | YCAT（橫濱站東出口）、池袋站東出口、大宮站西出口                                                                                | 西武大宮營業所 | 夜行1往返班次                            |
| 1     | 高 速 巴 士       | 62       | 名古屋上野高速線 | 名阪國道、東名阪道                                                                | 御代交流道（森精機前）、關巴士中心（關得來速）                                                                                  | 名鐵巴士中心 | 1日8往返班次                             |
| 1     | 高 速 巴 士       | 61       | 伊賀大阪高速線   | 名阪國道、西名阪道                                                                | 大阪梅田（東梅田站） | 新大阪站北出口 | 假日4往返班次                            |
| 1     | 高 速 巴 士       | 60       | 上野山添線       | 銀座通、國道422號、名阪國道、國道25號                                             | 惠美須町、名阪東交流道、國道大內（上野得來速）、治田交流道、治田西口                                                            | 國道山添（山添交流道） | 平日，在山添分校上學日路線延長至針交流道 |
| 1     | 一 般 巴 士 路 線 | 41       | 西山線           | 銀座通、國道422號                                                                 | 惠美須町、名阪東交流道、市民醫院下                                                                                              | 上野市民醫院 | 平日運行                                 |
| 2     | 一 般 巴 士 路 線 | 41       | 西山線           | 國道25號、國道163號、三重縣道138號                                                | 崇廣堂前、小田町、岩倉 | 西山 |                                          |
| 2     | 一 般 巴 士 路 線 | 43       | 島原線           | 國道25號、國道163號、三重縣道305號                                                | 崇廣堂前、鍵屋辻、 設有班次途經島原溫泉各位之湯                                                                                 | 中矢 |                                          |
| 2     | 一 般 巴 士 路 線 | 52       | 月瀨線           | 國道25號、三重縣道/奈良縣道82號、奈良縣道4號                                      | 崇廣堂前、鍵屋辻、向島、八幡町、永谷辻                                                                                          | 桃香野口 |                                          |
| 2     | 一 般 巴 士 路 線 | 53       | 月瀨線           | 國道25號、三重縣道/奈良縣道82號、奈良縣道4號                                      | 崇廣堂前、鍵屋辻、向島、八幡町、法花                                                                                            | 桃香野口 |                                          |
| 2     | 一 般 巴 士 路 線 | 27       | 柘植線           | 三重縣道138號、國道25號、三重縣道2號                                              | 小田口、城北、印代、西方寺、川東                                                                                                | 新堂站 (日本)南出口 |                                          |
| 2     | 一 般 巴 士 路 線 | 29       | 柘植線           | 白鳳通、國道163號、國道25號、三重縣道2號                                          | 東丸之内、白鳳通、荒木、西方寺、川東                                                                                            | 新堂站 (日本)南出口 |                                          |
| 2     | 一 般 巴 士 路 線 | 31       | 諏訪線           | 國道422號                                                                         | 小田口、伊賀上野站 | 諏訪下出 |                                          |
| 2     | 一 般 巴 士 路 線 | 71       | 上野名張線       | 國道422號                                                                         | 小田口 | 伊賀上野站 |                                          |
| 3     | 一 般 巴 士 路 線 | 71       | 上野名張線       | 銀座通、國道422號、國道368號                                                      | 惠美須町、勸進辻、八幡町、守田町、上野交流道、金坪、桔梗丘站北出口                                                              | 名張站西出口 |                                          |
| 3     | 一 般 巴 士 路 線 | 91       | 予野線           | 銀座通、國道422號、三重縣道688號、三重縣道687號                                   | 惠美須町、名阪東交流道、市民醫院下、豬田道站、金坪、花垣支所前                                                                  | 治田西口 |                                          |
| 3     | 一 般 巴 士 路 線 | 92       | 予野線           | 銀座通、國道422號、三重縣道688號、三重縣道687號                                   | 惠美須町、名阪東交流道、市民醫院下、豬田道站、金坪、花垣支所前                                                                  | 大瀧峽 |                                          |
| 3     | 一 般 巴 士 路 線 | 10       | 阿波線           | 銀座通、三重縣道56號、國道163號                                                   | 惠美須町、茅町站、綠丘本町、文化會館口、荒木、大山田支所前                                                                      | 汁付 |                                          |
| 3     | 一 般 巴 士 路 線 | 12       | 阿波線           | 銀座通、三重縣道56號、國道163號                                                   | 惠美須町、茅町站、綠丘本町、文化會館口、荒木、大山田支所前、子延口、 設有班次經大山田溫泉                                       | 汁付 |                                          |
| 3     | 一 般 巴 士 路 線 | 16       | 友生線           | 銀座通、三重縣道56號、三重縣道153號、三重縣道56號                                 | 惠美須町、茅町站、綠丘本町、東小學前、夢丘、中友生                                                                              | 高山 |                                          |
| 3     | 一 般 巴 士 路 線 | 26       | 玉瀧線           | 本町通、國道25號、三重縣道49號                                                    | 農人町、北平野、印代、西方寺、佐那具站、 設有班次經APiTA伊賀上野店                                                              | 阿山支所前 |                                          |
| 4     | 社 區 巴 士       | 白 鷺 號 | 外回循環東路線   | 本町通、三重縣道56號、名阪側道、國道422號、名阪側道、國道368號、國道422號、本町通 | 農人町、東小學前、白鳳高校前、三重縣伊賀廳舎、AEON Town伊賀上野、上野市民醫院、守田町、八幡町、向島、中町、Fureai廣場前         | 農人町、東小學前、白鳳高校前、三重縣伊賀廳舎、AEON Town伊賀上野、上野市民醫院、守田町、八幡町、向島、中町、Fureai廣場前         | 平日路線                                 |
| 4     | 社 區 巴 士       | 白 鷺 號 | 外回循環東路線   | 本町通、三重縣道56號、名阪側道、國道422號、名阪側道、國道368號、國道422號、本町通 | 農人町、東小學前、文化會館口、白鳳高校前、桑町站南、上野市民醫院、守田町、八幡町、向島、中町、Fureai廣場前                      | 農人町、東小學前、文化會館口、白鳳高校前、桑町站南、上野市民醫院、守田町、八幡町、向島、中町、Fureai廣場前                      | 假日路線                                 |
| 4     | 社 區 巴 士       | 白 鷺 號 | 外回循環西路線   | 本町通、國道422號、國道368號、名阪側道、國道422號、名阪側道、三重縣道56號、本町通 | Fureai廣場前、中町、向島、八幡町、守田町、市民醫院下、上野市民醫院、三重縣伊賀廳舍、白鳳高校前、東小學前、東丸之内              | Fureai廣場前、中町、向島、八幡町、守田町、市民醫院下、上野市民醫院、三重縣伊賀廳舍、白鳳高校前、東小學前、東丸之内              | 平日路線                                 |
| 4     | 社 區 巴 士       | 白 鷺 號 | 外回循環西路線   | 本町通、國道422號、國道368號、名阪側道、國道422號、名阪側道、三重縣道56號、本町通 | Fureai廣場前、中町、向島、八幡町、守田町、市民醫院下、上野市民醫院、桑町站南、白鳳高校前、文化會館口、東小學前、東丸之内        | Fureai廣場前、中町、向島、八幡町、守田町、市民醫院下、上野市民醫院、桑町站南、白鳳高校前、文化會館口、東小學前、東丸之内        | 假日路線                                 |
| 4     | 社 區 巴 士       | 白 鷺 號 | 內回循環東路線   | 銀座通、三重縣道56號、名阪側道、國道422號、銀座通                                 | 惠美須町、桑町站、綠丘本町、文化會館口、桑町站南、AEON Town伊賀上野、上野市民醫院、名阪東交流道、恵美須町                       | 惠美須町、桑町站、綠丘本町、文化會館口、桑町站南、AEON Town伊賀上野、上野市民醫院、名阪東交流道、恵美須町                       | 只限平日                                 |
| 4     | 社 區 巴 士       | 白 鷺 號 | 內回循環西路線   | 本町通、中之立通、國道422號、名阪側道、三重縣道56號、銀座通                       | Fureai廣場前、勸進辻、名阪東交流道、上野市民醫院、AEON Town伊賀上野、桑町站南、文化會館口、綠丘本町、茅町站、惠美須町           | Fureai廣場前、勸進辻、名阪東交流道、上野市民醫院、AEON Town伊賀上野、桑町站南、文化會館口、綠丘本町、茅町站、惠美須町           | 平日路線                                 |
| 4     | 社 區 巴 士       | 白 鷺 號 | 內回循環西路線   | 國道25號、本町通、中之立通、國道422號、名阪側道、三重縣道56號、銀座通             | 崇廣堂前、鍵屋辻、中町、勸進辻、名阪東交流道、上野市民醫院、AEON Town伊賀上野、桑町站南、文化會館口、綠丘本町、茅町站、惠美須町 | 崇廣堂前、鍵屋辻、中町、勸進辻、名阪東交流道、上野市民醫院、AEON Town伊賀上野、桑町站南、文化會館口、綠丘本町、茅町站、惠美須町 | 假日路線                                 |
| 4     | 社 區 巴 士       | 白 鷺 號 | 北回循環         | 國道25號、國道163號、三重縣道138號、國道25號、白鳳通                              | 崇廣堂前、小田町、城北、APiTA伊賀上野店、白鳳通、小田口                                                                         | 崇廣堂前、小田町、城北、APiTA伊賀上野店、白鳳通、小田口                                                                         |                                          |

## 曾出現本站的虛構作品
- 由西岡隆（日语：西岡たかし）作曲、作詞、主唱，創作了以本站為主題的日本當代民謠樂曲『上野市』（日语：／），歌詞描述了列車前往伊賀神戶方向，途經桑町、茅町及廣小路的地方。此外，在描寫大私鐵小路線（歌曲發表時）的歌曲中，會與西島三重子（日语：西島三重子）的『池上線』（作詞：佐藤順英，作曲：西島三重子）作比較。

- 藤子不二雄Ⓐ的原作漫畫電影『忍者小靈精 忍忍故鄉大作戰之卷』（1983年上映）中，主角服部和他的朋友們從東京站出發，經東海道新幹線、關西本線前往伊賀上野站轉乘（當時）近鐵伊賀線，在此站下車並描寫了周邊地方。在電影中出現在當時的車站大樓，以及伊賀上野站的車站大樓。

## 相鄰車站
伊賀鐵道
伊賀線
西大手－上野市－廣小路

## 注腳
1. 1 2  大西康裕(2015年5月1日). “伊賀線まつり:開業99周年、記念乗車券を販売 3日”.『毎日新聞』(毎日新聞社)
2. ↑  大西康裕(2015年4月18日). “そ〜なんだ！考えてみた:伊賀鉄道、新収支シミュレーション 「公有民営化」右肩上がり？”.『毎日新聞』(毎日新聞社)
3. ↑  . 伊賀鉄道株式会社.   [2025-05-10]. （原始内容存档于2025-01-23） （日语）.
4. ↑  . 産経新聞社. 2018-12-30  [2025-05-10]. （原始内容存档于2025-05-10） （日语）.
5. ↑  . 每日新聞社. 2019-02-21  [2025-05-10]. （原始内容存档于2025-05-10） （日语）.
6. ↑  . 日本経済新聞社. 2019-02-22  [2025-05-10]. （原始内容存档于2025-05-10） （日语）.
7. ↑  . 文化庁  文化遺産オンライン.   [2025-05-10]. （原始内容存档于2025-05-10） （日语）.
8. ↑   (PDF). 伊賀鉄道株式会社. 2021-03-24  [2025-05-10]. （原始内容存档 (PDF)于2023-09-08） （日语）.
9. ↑  . 朝日新聞社. 2021-03-31  [2025-05-10]. （原始内容存档于2025-05-10） （日语）.
10. ↑  伊賀線 乗降人員 （页面存档备份，存于） - 伊賀鐵道
11. ↑  三重縣統計書
12. ↑  近鐵PR手冊「きんてつ」

## 外部連結
- 伊賀鐵道 上野市站（页面存档备份，存于）（日語）
- 三重交通 上野市站巴士時間表（页面存档备份，存于）（日語）